# Le Colosse de Hong Kong
Pour plus de détails, voir Fiche technique et Distribution.
Le Colosse de Hong Kong est un film hongkongais réalisé en 1977 par Ho Meng-hua.

## Synopsis
L'aventurier Johnny est chargé par l'homme d'affaires Lu Tien d'aller capturer un colosse se trouvant dans la jungle indienne. Là il rencontre une jolie fille nommée Samantha, amie avec le colosse. Il décide ensuite d'emmener Samantha avec le colosse à Hong Kong. Quand ils arrivent à Hong Kong avec le colosse, les choses tournent vite au cauchemar avec la cruauté de Lu.

## Fiche technique
- Titre original :The Mighty Peking Man / Xing Xing Wang
- Titre français :Le Colosse de Hong Kong
- Réalisation : Ho Meng-hua
- Scénario : Ni Kuang
- Production : Shaw Brothers
- Montage : Chiang Hsing-lung
- Pays d'origine : Hong Kong
- Format : couleur
- Durée : 90 minutes
- Genre : Fantastique, horror
- Dates de sortie : 
  - Japon : 1978
  - France : 1983
- Lieux de tournage : Hong Kong, Inde

## Distribution (par ordre d'apparition au générique)
- Evelyne Kraft : Samantha
- Li Hsiu-hsien : Johnny
- Ku Feng : Lu Tien
- Lin Wei-tu : Chen Shi-yu
- Hsu Shao-chiang : Dr. Ah Long
- Wu Han-shang : Dr. Ah Pi
- Ted Thomas : le commandant
- Steve Nicholson
- Hsiao Yao : Huang Tsui Hua
- Chen Ping : Lucy

- Keizō Murase : le colosse
- Corey Yuen : un soldat